# Sidney Toler
Sidney Hooper Toler (Warrensburg, 28 de abril de 1874 – Beverly Hills, 12 de fevereiro de 1947) foi um ator estadunidense, escritor e diretor teatral. Famoso por ter sido o segundo ator a interpretar, com sucesso, o personagem Charlie Chan, detetive sino-americano, criado por Earl Derr Biggers.

## Filmografia parcial
| Ano  | Título                             | Papel                 |
| ---- | ---------------------------------- | --------------------- |
| 1929 | Madame X                           | Dr. Merivel           |
| 1930 | The Devil's Parade                 | Satã                  |
| 1931 | Strictly Dishonorable              | Patrulheiro Mulligan  |
| 1932 | The Phantom President              | Professor Aikenhead   |
| 1932 | Speak Easily                       | Diretor de Palco      |
| 1933 | The Narrow Corner                  | Ryan, o mensageiro    |
| 1934 | Spitfire                           | Mr. Jim Sawyer        |
| 1934 | Operator 13                        | Major Allen Pinkerton |
| 1935 | Romance in Manhattan               | Sargento              |
| 1935 | The Daring Young Man               | Warden Palmer         |
| 1936 | The Gorgeous Hussy                 | Daniel Webster        |
| 1937 | That Certain Woman                 | Ten. Neely            |
| 1938 | If I Were King                     | Robin Turgis          |
| 1939 | Disbarred                          | G.L. "Hardy" Mardsen  |
| 1940 | Murder Over New York               | Charlie Chan          |
| 1940 | Charlie Chan at the Wax Museum     | Charlie Chan          |
| 1940 | Charlie Chan in Panama             | Charlie Chan          |
| 1941 | Charlie Chan in Rio                | Charlie Chan          |
| 1942 | Castle in the Desert               | Charlie Chan          |
| 1943 | A Night to Remember                | Inspetor Hawkins      |
| 1944 | Charlie Chan in the Secret Service | Charlie Chan          |
| 1945 | It's in the Bag!                   | Detetive Sully        |
| 1946 | Dark Alibi                         | Charlie Chan          |
| 1947 | The Trap                           | Charlie Chan          |